# Fran Karačić
Pour les articles homonymes, voir Karačić (homonymie).
Fran Karačić est un footballeur international australien né le 12 mai 1996 à Zagreb. Il évolue au poste d'arrière droit au Hajduk Split.

## Carrière

### En club
Il inscrit trois buts dans le championnat de Croatie lors de la saison 2016-2017. Lors de cette même saison, il joue un match en Ligue Europa.

### En sélection
Avec les espoirs croates, il inscrit deux buts, contre la Tchéquie en octobre 2017, puis contre la Moldavie en mars 2018. Ces deux rencontres rentrent dans le cadre des éliminatoires du championnat d'Europe espoirs 2019.
En mai 2018, le sélectionneur de l'équipe d'Australie, Bert van Marwijk, le retient dans une liste préliminaire de 32 joueurs, pour la Coupe du monde 2018 organisée en Russie. Fran Karačić ne sera toutefois pas retenu dans la liste finale de 23 joueurs.
Le 1er juin 2018, il figure sur le banc des remplaçants de l'équipe d'Australie, sans entrer en jeu, lors d'un match amical contre la Tchéquie (défaite 4-0).
Le 8 novembre 2022, il est sélectionné par Graham Arnold pour participer à la Coupe du monde 2022.